# Günter Wolf (Wasserballspieler)
Günter Wolf (* 27. September 1949 in Würzburg) ist ein ehemaliger deutscher Wasserballspieler und -trainer.
Günter Wolf spielte für den SV Würzburg 05, mit dem er 1970, 1974 und von 1976 bis 1978 deutscher Wasserballmeister war. Im Europapokal der Landesmeister erreichten die Würzburger von 1976 bis 1978 die Vierer-Endrunde.
Der 1,83 m große Günter Wolf debütierte 1969 in der Nationalmannschaft. Sein erstes großes internationales Turnier war die Europameisterschaft 1970. Bei den Olympischen Spielen 1972 erzielte der Mittelfeldgestalter bei acht Einsätzen drei Tore und belegte mit der deutschen Mannschaft den vierten Platz. Er wirkte mit bei der Weltmeisterschaft 1973 und der Europameisterschaft 1974. Bei der Weltmeisterschaft 1975 belegte die deutsche Mannschaft den sechsten Platz wie auch im Jahr darauf bei den Olympischen Spielen 1976 in Montreal, wobei er in Montreal bei acht Einsätzen fünf Tore erzielte. Insgesamt war er von 1969 bis 1976 in 131 Länderspielen für die Bundesrepublik im Einsatz.
Nach seiner aktiven Karriere war er neben seinem Brotberuf als Lehrer auch als Trainer tätig, bis 1998 trainierte er die Mannschaft des SV Würzburg 05.